# Bom Fim do Bom Jesus
Bonfim do Bom Jesus é um distrito do município brasileiro de Cabreúva, que integra a Região Metropolitana de Jundiaí, no interior do estado de São Paulo.

## História

### Origem
O bairro do Bonfim teve origem com a Fazenda do Engenho, local em que haviam alambiques que funcionavam graças à mão de obra escrava. Mais tarde a fazenda foi doada à Igreja Católica, que por sua vez doou a área aos futuros moradores, iniciando a povoação ainda no século XIX. Nessa época o bairro pertencia ao município de Itu.

### Formação administrativa
- Decreto nº 35.260 de 22/07/1959 - Dispõe sobre a criação da 2.ª Subdelegacia de polícia - Vila Bonfim - no distrito e município de Cabreúva[5].
- Distrito criado pela Lei n° 8.092 de 28/02/1964, com sede no povoado de Bom Fim e com território desmembrado do distrito da sede do município de Cabreúva[6][7].
- Pela Lei n° 4.954 de 27/12/1985 perdeu terras para a formação do distrito de Jacaré[8].

## Geografia

### Demografia

#### População urbana
| Crescimento população urbana | Crescimento população urbana | Crescimento população urbana | Crescimento população urbana |
| Censo                        | Pop.                         |                              | %±                           |
| ---------------------------- | ---------------------------- | ---------------------------- | ---------------------------- |
| 1970                         | 254                          |                              | —                            |
| 1980                         | 563                          |                              | 121,7%                       |
| 1991                         | 798                          |                              | 41,7%                        |
| 2000                         | 696                          |                              | −12,8%                       |
| 2010                         | 696                          |                              | 0,0%                         |
| Fonte: IBGE e Fundação SEADE |                              |                              |                              |

#### População total
Pelo Censo 2010 (IBGE) a população total do distrito era de 4 054 habitantes.

### Área territorial
A área territorial do distrito é de 51,295 km².

### Rodovias
O principal acesso ao distrito é a Rodovia Dom Gabriel Paulino Bueno Couto (SP-300).

## Serviços públicos

### Registro civil
Atualmente é feito no distrito de Jacaré, pois o Cartório de Registro Civil das Pessoas Naturais do distrito foi extinto pela Resolução nº 1 de 29/12/1971 do Tribunal de Justiça do Estado de São Paulo, e seu acervo foi recolhido ao cartório do distrito sede.

### Saneamento
O serviço de abastecimento de água é feito pela Companhia de Saneamento Básico do Estado de São Paulo (SABESP).

### Energia
A responsável pelo abastecimento de energia elétrica é a Neoenergia Elektro, antiga CESP.

### Telecomunicações
O distrito era atendido pela Telecomunicações de São Paulo (TELESP), que inaugurou a central telefônica do distrito de Jacaré para atender os distritos de Cabreúva, e que é utilizada até os dias atuais. Em 1998 esta empresa foi vendida para a Telefônica, que em 2012 adotou a marca Vivo para suas operações.

## Religião
O Cristianismo se faz presente no distrito da seguinte forma:

### Igreja Católica
- A igreja faz parte da Diocese de Jundiaí[20].

### Igrejas Evangélicas
- Congregação Cristã no Brasil[21].